# Schoonspringen op de Olympische Zomerspelen 1952
Schoonspringen is een van de sporten die beoefend werden tijdens de Olympische Zomerspelen 1952 in Helsinki.

## Heren

### 3 m plank
| rang   | sporter           | land | punten |
| ------ | ----------------- | ---- | ------ |
| Goud   | David Browning    | USA  | 205.29 |
| Zilver | Miller Anderson   | USA  | 199.84 |
| Brons  | Robert Clotworthy | USA  | 184.92 |
| 4      | Joaquin Capilla   | MEX  | 178.33 |
| 5      | Roman Brener      | URS  | 165.63 |
| 6      | Milton Busin      | BRA  | 155.91 |
| 7      | Anthony Turner    | GBR  | 151.90 |
| 8      | Aleksej Zigalov   | URS  | 151.31 |

### 10 m torenspringen
| rang   | sporter           | land | punten |
| ------ | ----------------- | ---- | ------ |
| Goud   | Samuel Lee        | USA  | 156.28 |
| Zilver | Joaquin Capilla   | MEX  | 145.21 |
| Brons  | Günther Haase     | GER  | 141.31 |
| 4      | John McCormack    | USA  | 138.74 |
| 5      | Alberto Capilla   | MEX  | 136.44 |
| 6      | Rodolfo Perea     | MEX  | 128.28 |
| 7      | Aleksandr Bakatin | URS  | 126.86 |
| 8      | Roman Brener      | URS  | 126.31 |

## Dames

### 3 m plank
| rang   | sporter              | land | punten |
| ------ | -------------------- | ---- | ------ |
| Goud   | Patricia McCormick   | USA  | 147.30 |
| Zilver | Madeleine Moreau     | FRA  | 139.34 |
| Brons  | Zoe Ann Olsen-Jensen | USA  | 127.57 |
| 4      | Ninel Kroetova       | URS  | 116.86 |
| 5      | Charmain Welsh       | GBR  | 116.38 |
| 6      | Ljoebov Zjigalova    | URS  | 113.83 |
| 7      | Nicole Péllissard    | FRA  | 111.98 |
| 8      | Phyllis Long         | GBR  | 108.82 |

### 10 m torenspringen
| rang | sporter                | land | punten |
| ---- | ---------------------- | ---- | ------ |
| Goud | Patricia McCormick     | USA  | 79.37  |
| 2.   | Paula Jean Myers       | USA  | 71.63  |
| 3.   | Juno Stover-Irwin      | USA  | 70.49  |
| 4    | Nicole Péllissard      | FRA  | 69.08  |
| 5    | Phyllis Long           | GBR  | 63.19  |
| 6    | Tatjana Vereina        | URS  | 61.09  |
| 7    | Diana Spencer          | GBR  | 60.76  |
| 8    | Jevgenia Bogdanovskaja | URS  | 57.50  |

## Medaillespiegel
| rang   | land             | goud | zilver | brons | totaal |
| ------ | ---------------- | ---- | ------ | ----- | ------ |
| 1      | Verenigde Staten | 4    | 2      | 3     | 9      |
| 2      | Frankrijk        | 0    | 1      | 0     | 1      |
| 2      | Mexico           | 0    | 1      | 0     | 1      |
| 4      | Duitsland        | 0    | 0      | 1     | 1      |
| totaal | totaal           | 4    | 4      | 4     | 12     |